# AnaCredit
Projekt AnaCredit (Analytical Credit Datasets) vznikl jako iniciativa Evropské centrální banky směřující k vytvoření nadnárodní databáze podrobných (individuálních) údajů o úvěrech a úvěrovém riziku. Jedná se o statistický sběr potřebný pro analýzy měnové politiky a ekonomického výzkumu, řízení rizik, sledování finanční stability a podporu mikroobezřetnostního dohledu.
Sběr dat pro AnaCredit vychází z nařízení EU o shromažďování údajů o úvěrech a úvěrovém riziku. Česká republika se projektu účastní dobrovolně v rámci dlouhodobé snahy o harmonizaci evropských statistik a v souladu s rozhodnutím bankovní rady České národní banky v roce 2014. Zařazení mezi zpravodajské členské státy bude provedeno na základě formálního právního aktu Evropskou centrální bankou. Národní zpravodajská povinnost je určena vyhláškou č. 131/2018 Sb. o předkládání informací o úvěrech a úvěrovém riziku České národní bance.
Rozsah požadavků stanovený nařízením ECB/2016/13 je na národní úrovni doplněn o požadavky plynoucí z úkolů ČNB a plánovaného nahrazení sběrné vrstvy Centrálního registru úvěrů údaji získanými z AnaCredit.
Vykazujícími osobami projektu AnaCredit jsou banky a pobočky zahraničních bank se sídlem ve zpravodajském členském státě. Kromě údajů o vlastních pohledávkách vykazují příslušné rezidentské centrály také údaje o pohledávkách svých poboček v zahraničí (spořitelním družstvům je v souladu s článkem 16 odst. 1 nařízení ECB/2016/13 udělena Českou národní bankou kompletní výjimka z vykazování).

## Vykazované úvěry
Předmětem vykazování do AnaCredit jsou pohledávky za právnickými osobami. Záměrem ČNB (i ECB) je v budoucnu rozšířit projekt také na pohledávky za fyzickými osobami podnikateli i nepodnikateli. Tato skutečnost může být proto zmíněna v metodických dokumentech ČNB, protože již při přípravě byly tomuto záměru přizpůsobeny některé atributy či hodnoty číselníků.
ČNB na národní úrovni neuplatňuje prahovou hranici 25 000 EUR a vyžaduje údaje o pohledávkách v českých korunách a bez ohledu na jejich výši.
Aktuální informace o projektu AnaCredit jsou dostupné na webových stránkách ČNB.

## Harmonogram
Projekt byl zahájen již v roce 2011, ECB se rozhodla jej přijmout v únoru 2014, nařízení Rady guvernérů ECB je ze dne 18. května 2016, spuštěn byl 1. září 2018.
První reportování do AnaCredit se týkalo dat k 30. září 2018. Report zahrnuje jak údaje vykazované měsíčně, tak údaje vykazované čtvrtletně.